# Джек Деджонетт
Джек Деджонетт (англ. Jack DeJohnette; народ. 9 серпня 1942, Чикаґо, Іллінойс, США) — американський джазовий барабанщик, піаніст і композитор.
Відомий своєю активною роботою лідером і сайдменом у таких музикантів, як Чарльз Ллойд, Фредді Габбард, Кіт Джарретт, Білл Еванс, Джон Еберкромбі, Еліс Колтрейн, Сонні Роллінз, Майлз Девіс, Джо Гендерсон, Майкл Брекер, Пат Метені, Гербі Генкок і Джон Скофілд. Деджонетт був включений до Зали слави сучасних барабанщиків у 2007 році. Він став лауреатом двох премій Ґреммі, а також був номінований на п'ять інших премій.